# سلطة أيرلندا
كانت لوردية أو سلطة أو ولاية أو سيادة أيرلندا (بالأيرلندية:  Tiarnas na hÉireann)، ويُشار إليها أحيانًا بأيرلندا النورمانية، عبارة عن جزء أيرلندا المحكوم من قِبل ملك إنجلترا (حملَ لقب «لورد أيرلندا») ويسيطر عليها لوردات أنجلو نورمان مواليين، وذلك بين عامي 1177 و1542. شُكلت اللوردية على شكل إقطاعية بابوية عقب الغزو النورماني لأيرلندا في 1169 – 1171. نظرًا لأن لورد أيرلندا كان ملك إنجلترا أيضًا، فقد مُثّل محليًا من خلال حاكمٍ، عُرف بألقاب مختلفة: الحاكم أو الوكيل أو نائب الملك.
زعم ملوك إنجلترا السيادة على كامل الجزيرة، لكن في الواقع لم يمتد حكم الملك إلا على أجزاء منها. ظل باقي الجزيرة – المعروف بأيرلندا الغايليّة – تحت حكم ممالك أيرلندية غايلية مختلفة أو زعامات قبلية، تحاربت في أغلب الأحيان مع الأنجلو نورمان.
نمت المنطقة الخاضعة للحكم الإنجليزي وقوانينه وتقلصت على مر الزمن، وبلغت مداها الأقصى في أواخر القرن الثالث عشر وأوائل القرن الرابع عشر. تدهورت اللوردية بعدها، بسبب احتلالها من قِبل اسكتلندا عام 1315 – 1318، وبسبب المجاعة الكبرى 1315 – 1317 والموت الأسود في أربعينيات القرن الرابع عشر. سمح الوضع السياسي السائب والنظام الإقطاعي الإنجليزي، للوردات الأنجلو نورمان بقدر كبير من الاستقلالية في أيرلندا، واقتسموا مقاطعات لأنفسهم وامتلكوا سلطة مقاربة لتلك التي امتلكها بعض الملوك الغايليين. انضم بعض الأنجلو نورمان إلى الغايليين وتمردوا على الحكم الإنجليزي. حاول الإنجليز كبح هذا التمرد من خلال إقرار مواثيق كيلكني (1366)، التي منعت المستوطنين الإنجليز من اتباع القانون واللغة والأعراف واللباس الأيرلندي. انتهت الفترة بتأسيس مملكة أيرلندا عام 1542.

## سجل تاريخي

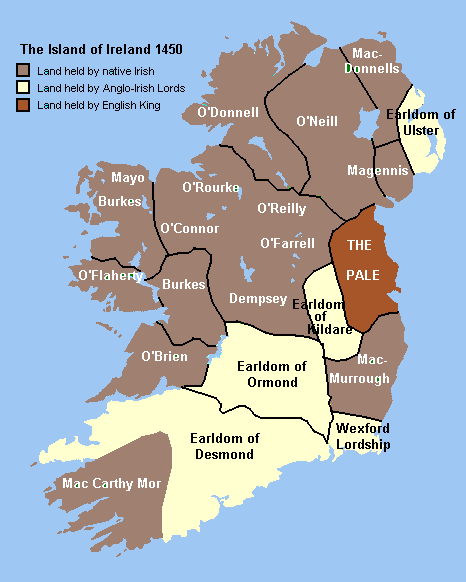
خريطة تاريخية لأيرلندا

### وصول النورمان إلى أيرلندا
قلما امتدت صلاحية حكومة لوردية أيرلندا أثناء وجودها في كافة أنحاء الجزيرة، بل اقتصرت على منطقة البايل حول دبلن، وبعض المقاطعات، من بينها كورك وليمريك ووترفورد وويكسفورد وأراضيهم الداخلية. تعود جذورها إلى قرار ديرميد ماك موركادا (دايرمود ماكمورو)، ملك لينستر، بإحضار فارس نورماندي من ويلز، ريتشارد دي كلير، إيرل بيمبروك الثاني (المعروف باسم «سترونغبو»)، لمساعدته في معركة استعادة عرشه، بعد إطاحته من قِبل تحالفٍ بقيادة ملك أيرلندا السامي الجديد (حمى الملك السامي السابق ماكمورو). غزا هنري الثاني، ملك إنجلترا، أيرلندا للسيطرة على سترونغبو، الذي خشي منه، إذ بات تهديدًا على استقرار مملكته في حدودها الغربية (كان هناك مخاوف سابقة حول إمكانية استخدام اللاجئين الساكسون لأيرلندا أو فلاندرز بمثابة قاعدة لهجوم مضاد بعد عام 1066)؛ كان توحيد أسرة بلانتاجينت اللاحق لجنوب ويلز بمعظمه لامتلاك طريق مفتوح إلى أيرلندا.

### هنري بلانتاجينت ومرسوملودأبيليتير(المرسوم الفاضل)
منذ عام 1155 زعم هنري أن البابا أدريان الرابع منحه التفويض لإصلاح الكنيسة الأيرلندية من خلال فرض السيطرة على أيرلندا. تطورت الممارسات الدينية والمنظمة الكنسية في أيرلندا على نحو يختلف عن مناطق أوروبا المتأثرة بشكل مباشر بالكرسي الرسولي، إلا أن العديد من هذه الاختلافات قد أُزيلت أو قلّت للغاية في الوقت الذي أُصدر فيه المرسوم عام 1155. إضافة إلى ذلك، لم تُرسل الكنيسة الأيرلندية السابقة أبدًا رسومها («الأعشار») إلى روما. كان الدافع الأساسي وراء غزو هنري الأول لأيرلندا في 1171 هو السيطرة على سترونغبو ولوردات نورمان آخرين. أثناء ذلك، قبِلَ هنري ولاء الملوك الغايليين في دبلن في نوفمبر 1171 ودعا إلى سينودوس كاشل عام 1172، مما جعل الكنيسة الأيرلندية تتوافق مع الأعراف الإنجليزية والأوروبية.
في عام 1175 جرى الاتفاق على معاهدة وندسور من قِبل هنري ورودريك أوكونور، ملك أيرلندا السامي.
تمسك الباباوات بحق منح السيادة على الجزر إلى حكام مختلفين بناءً على منحة قسطنطين (المعروفة اليوم بأنها مزورة). طُرحت شكوك من قِبل باحثين مرموقين حول مرسوم لودأبيليتير بذاته في القرن التاسع عشر، لكنه أُكد من خلال رسائل البابا ألكسندر الثالث. تندرج سلطة المنح البابوية أيضًا في إطار صلاحيات ديكتاتوس باباي (الأوامر البابوية) (1075 – 1087). وإن أشار مرسوم لودأبيليتير إلى «مملكة» أيرلندا، إلا أن البابوية كانت غير واضحة بشأن استمرار وصفها بمملكة منذ عام 1185.